# أبو ظفاعة (خيران المحرق)

تعديل مصدري - تعديل

أبو ظفاعة هي إحدى قرى عزلة مسروح بمديرية خيران المحرق التابعة لمحافظة حجة، بلغ تعداد سكانها 26 نسمة حسب تعداد اليمن لعام 2004.